# توکای بال‌نقطه‌ای
توکای بال‌نقطه‌ای (نام علمی: Geokichla spiloptera)، یک توکای آسیایی، گروهی از خانواده بزرگ توکایان (Turdidae) است.
این یک زادآور بومی ساکن در سریلانکا است. این گونه نامعمول در جنگل‌های بارانی تپه‌ای، و به میزان کمتری در جنگل‌های خشک‌تر، در ارتفاعات بین ۵۰۰ تا ۲۰۰۰ متر زادآوری می‌کند.
توکای بال‌نقطه‌ای همه‌چیزخوار هستند، اما حشرات را بسیار بیشتر از میوه می‌خورند. آنها روی زمین تغذیه می‌کنند.